# Ernst Peschke
Ernst Peschke (21. července 1832 Rusín – 1904) byl rakouský politik německé národnosti z Moravy (respektive z moravské enklávy ve Slezsku); poslanec Moravského zemského sněmu.

## Biografie
Pocházel z etnicky německé rodiny Peschke, která se roku 1759 přestěhovala z Čech do Slezska a po několik generací měla v držení dědičnou rychtu v Rusíně (Rausen). V Rusíně se uvádějí následující rychtáři: roku 1767 Florián Peschke, roku 1793 František Peschke, roku 1826 Arnošt Peschke a roku 1861 Arnošt Peschke mladší (poslanec Moravského zemského sněmu). Pak tu byl majitelem Arthur Peschke a následně do roku 1929 jeho syn Felix. Pak byla majitelkou vdova po Felixovi Anna a posledním majitelem byl nezletilý syn Guntram. Rychta patřila rodině až do roku 1945.
Ernst absolvoval roku 1849 gymnázium v Opavě. Na přání otce se pak věnoval zemědělství a roku 1857 převzal správu rodinného dědičné rychty, kterou předtím spravoval jeho otec Ernst Peschke starší. Roku 1859 byl zvolen do obecního výboru a za starostu obce. Starostenský úřad zastával ještě v polovině 80. let. Od roku 1859 byl členem okresního silničního výboru a od téhož roku i předsedou místní školní rady. Roku 1883 byl jmenován do okresní školní rady. Od roku 1870 byl členem zemědělského a lesnického spolku pro Slezsko a od roku 1878 i ve výboru tohoto sdružení. V roce 1892 mu byl udělen Zlatý záslužný kříž.
V 70. letech se zapojil do vysoké politiky. V zemských volbách roku 1878 byl zvolen na Moravský zemský sněm, za kurii venkovských obcí, obvod moravské enklávy ve Slezsku. Mandát zde obhájil v zemských volbách roku 1884 a zemských volbách roku 1890. V roce 1878 se uváděl coby ústavověrný kandidát (tzv. Ústavní strana, liberálně a centralisticky orientovaná). Porazil dosavadního poslance Innocenze Zaillnera. Coby poslancem se zasloužil o rozvoj školství, náboženských záležitostí a zemědělství ve svém regionu.
V roce 1904 se uvádí, že do okresní školní rady v Osoblaze byl místo zemřelého Arnošta Peschke v Rusíně zvolen Arnošt Peschke mladší, držitel dědičné rychty.
Jeho syn Fedor Peschke (narozen 1864) studoval na Tereziánské vojenské akademii. Počátkem 20. století zasedal na zemském sněmu i Arthur Peschke, statkář v Rusíně. Zemřel roku 1929.